# 阿格罗诺米卡
阿格罗诺米卡是巴西圣卡塔琳娜州的一个市镇。总面积135.923平方公里，总人口4615人，人口密度34人/平方公里。